# Onthophagus uniformis
Onthophagus uniformis là một loài bọ cánh cứng trong họ Bọ hung (Scarabaeidae).